# Кличев Анна-Мухамед
Анна-Мухамед Кличев (Кличов) (нар. 10 травня 1912, аул Карагель Закаспійської області, тепер селище Гарагьол Балканського велаяту, Туркменістан — ?, місто Ашгабат, Туркменістан) — радянський туркменський державний діяч, письменник, голова Президії Верховної ради Туркменської РСР. Член Бюро ЦК КП Туркменії в 1963—1978 роках. Член Центральної Ревізійної Комісії КПРС у 1966—1981 роках. Депутат Верховної ради Туркменської РСР. Депутат Верховної ради СРСР 7—9-го скликань, заступник голови Президії Верховної ради СРСР у 1966—1978 роках.

## Життєпис
Народився в родині рибака.
У 1931—1934 роках — помічник завідувача, завідувач Кизил-Арватського районного відділення зв'язку Туркменської РСР.
У 1934—1936 роках — начальник порту острова Челекен Туркменської РСР.
У 1937—1941 роках — начальник порту острова Челекен Туркменської РСР.
У 1941—1945 роках — у Червоній армії, учасник німецько-радянської війни.
У 1945—1948 роках — начальник порту острова Челекен Туркменської РСР.
Член ВКП(б) з 1947 року.
У 1948—1949 роках — заступник начальника Туркменського державного геологічного управління.
У 1949—1951 роках — директор озокеритного промислу на острові Челекен Туркменської РСР.
У 1951—1953 роках — голова виконавчого комітету Красноводської міської ради депутатів трудящих Туркменської РСР.
У 1953—1955 роках — слухач Вищої партійної школи при ЦК КПРС.
У 1955—1957 роках — 1-й секретар Челекенського міського комітету КП Туркменії.
У 1957—1960 роках — 1-й секретар Небіт-Дазького міського комітету КП Туркменії.
У квітні 1960 — квітні 1963 року — голова виконавчого комітету Ашхабадської міської ради депутатів трудящих Туркменської РСР.
26 березня 1963 — 15 грудня 1978 року — голова Президії Верховної ради Туркменської РСР.
З грудня 1978 року — персональний пенсіонер союзного значення в місті Ашхабаді.
Автор книг «Ашхабад», «Краса сонячного краю», «Кугітангська трагедія», «Рибаки», «Челекен».

## Нагороди
- два ордени Леніна
- орден Жовтневої Революції (1973)
- орден Трудового Червоного Прапора
- орден Дружби народів (1982)
- медалі